# Chiesa di San Lorenzo in Panisperna
La chiesa di San Lorenzo in Panisperna, anche nota come San Lorenzo in Formosa, è una chiesa cattolica di Roma. Tradizionalmente la sua costruzione è fatta risalire al IV secolo, sul luogo del martirio di san Lorenzo.
Si trova in via Panisperna, vicino all'incrocio con via Milano. Essa è una delle chiese stazionali di Roma.

## Storia
Il nome "panisperna" deriverebbe dalla tradizione, rispettata dal vicino convento delle clarisse, di distribuire "panis et perna", pane e prosciutto, il 10 agosto, giorno dedicato a san Lorenzo, per celebrare le distribuzioni ai poveri del santo.
Il nome "formosa" deriva invece da papa Formoso, che costruì la prima chiesa attestata sul luogo nel IX secolo; sarebbe quindi solo leggenda la tradizione che vuole la prima chiesa costruita in epoca costantiniana.

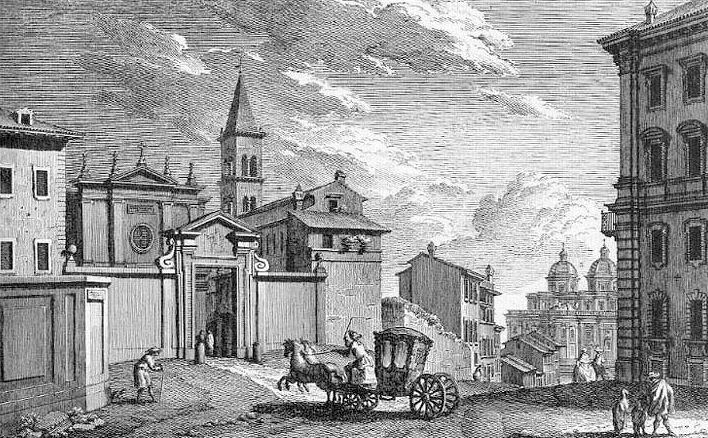
La chiesa in una incisione di Giuseppe Vasi

Alla fine del primo millennio il luogo sacro fu affidato ai monaci di San Benedetto, che edificarono accanto ad esso un monastero, assurto a notevole importanza nella comunità dell'epoca.
Nel 1149 circa, il papa Eugenio III affidò il monastero di San Lorenzo in Panisperna, che aderì all'ordo cavensis, all'abate Marino della badia di Cava. Nei primi anni del XIV secolo il monastero fu ceduto alle monache di Santa Chiara e, per iniziativa del cardinale Giacomo Colonna, il tempio fu adattato alle nuove esigenze di clausura con la riduzione ad una sola navata e la realizzazione del coro. Tra le clarisse che vi hanno dimorato si ricorda particolarmente Francesca Farnese.
La chiesa fu ricostruita dalle fondazioni fra il 1565 e il 1574 per iniziativa del cardinale titolare Guglielmo Sirleto. L'impresa iniziò alla fine del pontificato di Pio IV e fu portata avanti durante i successivi pontificati di Pio V e Gregorio XIII. Il portico esterno fu aggiunto nel XVII secolo, e fu decorato (1893-4) con immagini di san Lorenzo e di Francesco d'Assisi per volere di papa Leone XIII, che qui era stato nominato vescovo titolare cinquant'anni prima (1843) da papa Gregorio XVI. Allo stesso papa è dovuta la scalinata d'ingresso.
Accanto alla chiesa c'è una delle poche case medioevali rimaste a Roma.

## Decorazione
L'unica navata e le tre cappelle per lato ospitano:
- lato meridionale
  - Santa Chiara d'Assisi, dipinto di Antonio Nessi (1756)
  - Gloria di san Lorenzo, soffitto affrescato da Antonio Bicchierai
  - Tomba di san Crispino e san Crispiniano
  - Immacolata concezione, dipinto di Giuseppe Ranucci
- lato settentrionale
  - Stimmate di san Francesco, dipinto di Niccolò Lapiccola
  - Santa Brigida che prega di fronte al crocifisso, dipinto di Giuseppe Montesanti (1757) nella cappella dove era custodito il corpo della santa, ora in Svezia (la santa era usa chiedere l'elemosina per i poveri di fronte alla chiesa, oltre che pregare davanti al crocifisso dell'altare, opera del XIV secolo)

La cappella ipogea contiene il forno in cui sarebbe stato martirizzato san Lorenzo.